# Армагедон
Армагедон (од хебр. הַר מְגִדּוֹ, у преводу планина Мегидо; грч. Ἁρμαγεδών Harmagedōn) је према Библији, место коначне битке током смака света, које се интерпретира и у буквалном и у симболичном значењу. Реч армагедон у обичном говору се односи на било који сценарио краја света и светске катастрофе.
Према хилијастичкој (миленаристичкој) интерпретацији хришћанства, месија (Исус Христ) ће се вратити на земљу и поразити Антихриста („Звер“) и Сатану у бици код Армагедона. Сатана ће затим бити бачен у амбис или рупу без дна на хиљаду година, током којих ће Исус владати на земљи. Након што буде ослобођен из амбиса, Сатана ће скупити Гога и Магога са сва четири краја Земље. Они ће се окружити логор „светих“ и „град љубазни“ (мисли се на Јерусалим). Са неба Бог ће на земљу бацити пламен која ће их прогутати. Ђаво, смрт, пакао и они који нису уписани у Књигу живота ће бити бачени у Гехену (огњено језеро које гори од сумпора).
Православно тумачење је да хиљаду година симболично представња један дуг период од Христовог рођења до доласка антихриста. Пуштање сатане представља појаву антихриста пред крај света.
Реч армагедон се појављује у грчком преводу Новог завета у Откровењу Јовановом. Она потиче од хебрејског хар магидо (הר מגידו), што значи „планина Мегидо“. ’Ево идем као лупеж; благо ономе који је будан и који чува хаљине своје, да го не ходи и да се не види срамота његова. И сабра их на место које се јеврејски зове Армагедон.’ (Откр. 16:14—16)
Мегидо је брдо на ком су грађене античке тврђаве да чувају главни пут Via Maris, који повезује стари Египат са Месопотамијом. Мегидо је поприште неколико битака, укључујући оне из 1469. п. н. е. и 609. п. н. е.. Данашњи Мегидо је градић око 40 km југозападно од јужне обале Галилејског језера.